# Blood, Chet and Tears
| Recensione | Giudizio |
| ---------- | -------- |
| AllMusic   |          |

Blood, Chet and Tears è un album del trombettista e cantante jazz statunitense Chet Baker, pubblicato dalla casa discografica Verve Records nell'ottobre del 1970.

## Tracce

### LP
Lato A (MGS-2206)
1. Easy Come, Easy Go – 2:51 (Jack Keller, Diane Hilderbrand)
2. Sugar, Sugar – 2:52 (Jeff Barry, Andy Kim)
3. Something – 3:20 (George Harrison)
4. Spinning Wheel – 3:16 (David Clayton-Thomas)
5. Vehicle – 2:44 (Jim Peterik)

Lato B (MGS-2207)
1. The Letter – 3:34 (Wayne Carson Thompson)
2. And When I Die – 2:57 (Laura Nyro)
3. Come Saturday Morning (dal fim della Paramount Pictures "The Sterile Cuckoo") – 2:48 (testo: Dory Previn – musica: Fred Karlin)
4. Evil Ways – 3:35 (Clarence "Sonny" Henry)
5. You've Made Me So Very Happy – 3:40 (Berry Gordy Jr., Patrice Holloway, Frank Wilson, Brenda Holloway)

## Musicisti
- Chet Baker – tromba, voce (brani: "Something" e "Come Saturday Morning")
- Tony Terran – tromba
- Ray Triscari – tromba
- Ollie Mitchell – tromba
- Miles Anderson – trombone
- Dick Hyde – trombone
- George Roberts – trombone
- Plas Johnson – strumento a fiato
- Buddy Collette – strumento a fiato
- Larry Knechtel – tastiere
- Al Casey – chitarra
- Mike Deasy – chitarra
- Tommy Tedesco – chitarra
- Joe Pass – chitarra
- Joe Osborne – basso
- Ray Pohlman – basso
- Hal Blaine – batteria
- Gary Coleman – percussioni
- Sid Sharp – strumenti ad arco

Note aggiuntive
- Jerry Styner – produttore, arrangiamenti
- Registrazioni effettuate al "Sunwest Recording Studio" di Los Angeles, California
- Donn Landee – ingegnere delle registrazioni
- Laura Thompson – design copertina album
- Artt Frank – note retrocopertina album originale[4]